# Dolores megye
Dolores megye az Amerikai Egyesült Államokban, azon belül Colorado államban található. Megyeszékhelye és legnagyobb városa Dove Creek. Lakosainak száma 2326 fő (2020. április 1.). Dolores megye San Miguel, Montezuma, San Juan, La Plata és San Juan megyékkel határos.

## Népesség
A megye népességének változása:
| Lakosok száma | 2061 | 2028 | 1995 | 2029 | 1978 | 2326 |
|               | 2010 | 2011 | 2012 | 2013 | 2015 | 2020 |